# La Fête sauvage
La Fête sauvage는 그리스의 음악가 반젤리스의 앨범이다.

## 트랙 목록
1. "La Fête sauvage I" – 20:18
2. "La Fête sauvage II" – 18:12